# Isla Campana (Bolivia)
Isla Campana  es una de las 33 “islas” del Salar de Uyuni, que se considera el salar más grande del mundo, ubicado entre el Departamento de Potosí y el Departamento de Oruro, en suroeste de Bolivia.
Se considera como una isla por ser una pequeña elevación de tierra, rodeada de sal por todos sus lados.